# Bächetal
Das Bächetal ist ein mit Verordnung vom 30. Juli 2021 durch das Regierungspräsidium Freiburg ausgewiesenes Naturschutzgebiet auf dem Gebiet der Stadt Tuttlingen und der Gemeinde Wurmlingen.

## Lage
Das Naturschutzgebiet Bächetal liegt nördlich des Stadtteils Möhringen an der Donau im Krähenbachtal. Es gehört zum Naturraum Baaralb und Oberes Donautal.

## Schutzzweck
Wesentlicher Schutzzweck des Naturschutzgebietes ist laut Schutzgebietsverordnung „die Erhaltung, Sicherung und Entwicklung des Gebiets als Mosaik einer dynamischen Bachaue und zusammenhängender, überwiegend feuchter und frischer Auenlebensräume; [als] strukturreiche Tallandschaft mit Feuchtgebieten, Gehölzbeständen, artenreichen Wiesen und Magerrasen; [als] Lebensraum zahlreicher gefährdeter, zum Teil vom Aussterben bedrohter Tier- und Pflanzenarten [und als] Lebensraum großer Libellen- und Amphibienpopulationen.“ Des Weiteren wird als Schutzzweck die Erhaltung der im Gebiet vorkommenden FFH-Lebensraumtypen und Arten des Anhangs II der FFH-Richtlinie sowie einiger weiterer Tierarten angegeben.

## Landschaftscharakter
Das Bächetal wird von einem Mosaik aus Feuchtbiotopen und Wiesen geprägt. Im Zentrum wurde der Krähenbach zu einem Stausee aufgestaut. Die Talhänge sind bewaldet.

## Flora und Fauna
Als besonderer Schutzzweck werden in der Schutzgebietsverordnung die Kleine Pechlibelle (Ischnura pumilio), die Braune Mosaikjungfer (Aeshna grandis), die Keilflecklibelle (Aeshna isosceles) und die Heuschreckenarten Wiesengrashüpfer (Chortippus dorsatus), Sumpfgrashüpfer (Chortippus montanus) und Sumpfschrecke (Stethophyma grossum) angegeben. Auch der Biber lebt im Bächetal.

## Zusammenhängende Schutzgebiete
Das Naturschutzgebiet Bächetal überschneidet sich in Teilen mit dem FFH-Gebiets Nördliche Baaralb und Donau bei Immendingen und liegt zum überwiegenden Teil im Naturpark Obere Donau.